# Cesarstwo Haiti (1849–1859)
Cesarstwo Haiti – państwo haitańskie istniejące w latach 1849–1859, pod rządami Faustyna I.
26 sierpnia 1849 roku parlament Haiti obwołał prezydenta Faustina Soulouque cesarzem. 20 września 1849 przyjęto konstytucję. Monarcha został koronowany wraz ze swoją małżonką (Adéliną Lévêque) 18 kwietnia 1852 roku w Port-au-Prince. W czasie swojego panowania przeprowadzał nieudane wyprawy zbrojne na Dominikanę. W 1859 roku w wyniku powstania pod dowództwem generała Fabre'go Geffrarda cesarz Faustyn został zmuszony do abdykacji. Cesarstwo przestało istnieć 15 stycznia 1859, a Geffrard przejął władzę na Haiti.